# ミンチョミ
ミンチョミ（本名: パク・ミンジョン、 1994年2月6日～）は大韓民国のコメディ系YouTuber及びYouTubeチャンネルである。
本来「ミンコはつらつ」というチャンネル名で2018年6月25日に初映像をアップロードして着実にYouTubeチャンネルを運営していたが、会社との契約終了により2021年6月15日にアップロードされた映像を最後にチャンネルにこれ以上動画がアップロードされていない。
会社と契約が終わった後に、「ミンチョミ」という新しいチャンネル名で活動している。

## 出演
- 2022年 トゥニバス 再会した世界 - ミンチョミ/ブラックチョミ

## 受賞
- YouTubeのシルバーボタン
- YouTubeのゴールドボタン[1]